# Gare de Fontpédrouse-Saint-Thomas-les-Bains
La gare de Fontpédrouse-Saint-Thomas-les-Bains est une gare ferroviaire française de la ligne de Cerdagne (voie métrique), située sur le territoire de la commune de Fontpédrouse, dans le département des Pyrénées-Orientales en région Occitanie.
Elle est mise en service en 1910 par la Compagnie des chemins de fer du Midi et du Canal latéral à la Garonne. C'est une halte ferroviaire de la Société nationale des chemins de fer français (SNCF) desservie par le Train Jaune, train TER Occitanie spécifique pour la ligne de Cerdagne.

## Situation ferroviaire
Établie à 1 051 mètres d'altitude, la gare de Fontpédrouse-Saint-Thomas-les-Bains est située au point kilométrique (PK) 19,704 de la ligne de Cerdagne (voie métrique), entre les gares de Thuès-Carença et de Sauto.
Disposant de trois voies en gare, elle permet le croisement ou le dépassement des trains circulant sur cette ligne à voie unique.

## Histoire
La station de Fontpédrouse est mise en service le 18 juillet 1910, avec la première section de Villefranche à Mont-Louis, par la Compagnie des chemins de fer du Midi et du Canal latéral à la Garonne.

## Service des voyageurs

### Accueil
Halte SNCF, c'est un point d'arrêt non géré (PANG) à entrée libre.

### Desserte

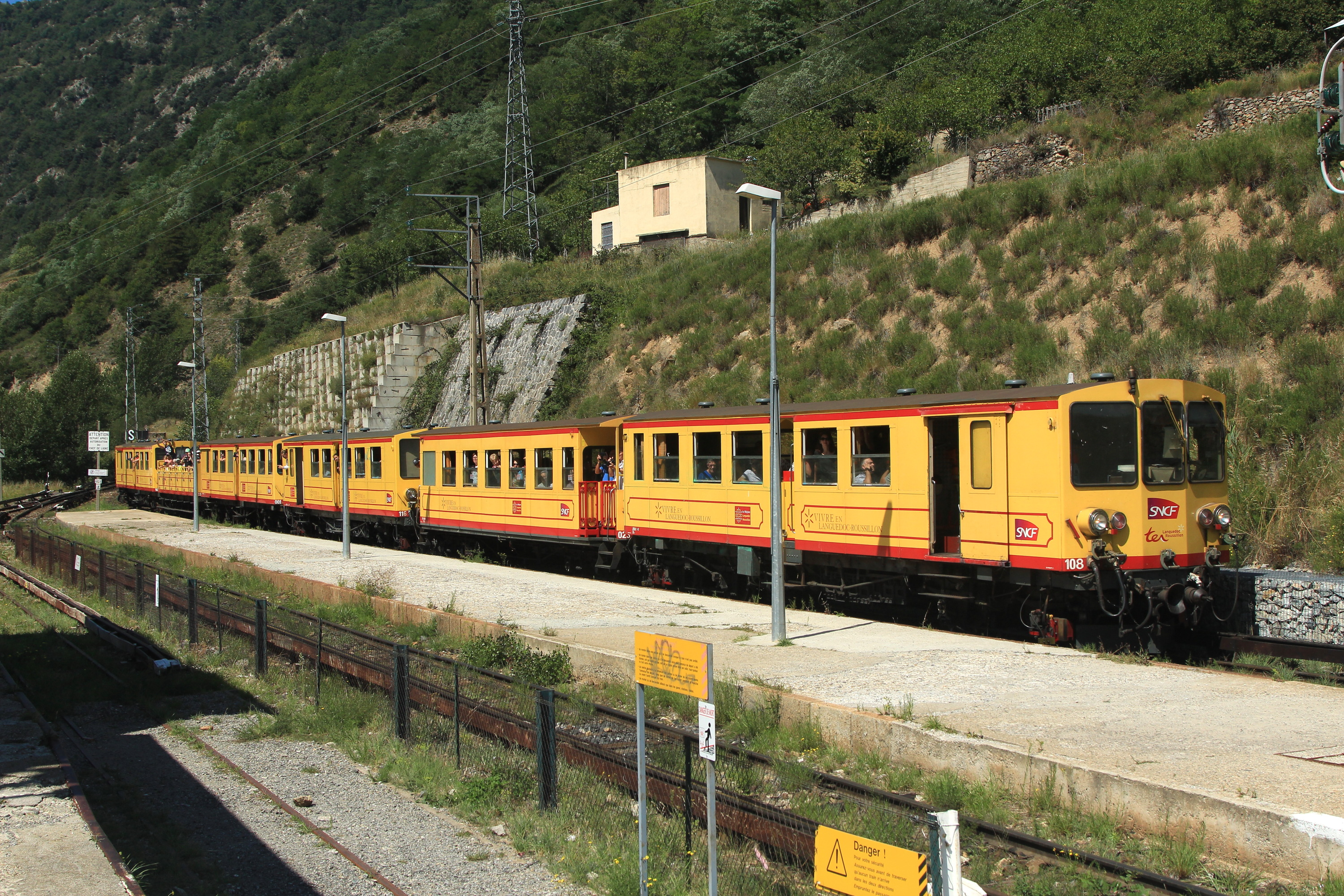
Un train jaune en composition estivale (6 caisses) dessert la gare.

Fontpédrouse-Saint-Thomas-les-Bains est desservie par des trains TER Occitanie (Train Jaune) qui effectuent des missions entre les gares de Villefranche - Vernet-les-Bains et de Latour-de-Carol - Enveitg.

### Intermodalité
Un parking pour les véhicules est aménagé.